# جسر (تشريح)
الجسر (بالإنجليزية: Pons)‏ أو جسر فارول (بالإنجليزية: pons varolii)‏ منطقة في جذع الدماغ تقع تحت الدماغ المتوسط وأمام المخيخ وأعلى النخاع المستطيل. وهو من أقسام جذع الدماغ. يحتوي الجسر على نوى الأعصاب القحفية الخامس والسادس والسابع والثامن. ما يجب أن يبقى في البال بخصوص الجسر هو أنه طريق رئيسي لإدخال المعلومات إلى المخيخ وصدورهم منه. فأغلب الألياف التي تدخل أو تغادر المخيخ تمر عبر الجسر.

## أقسام الجهاز العصبي المركزي

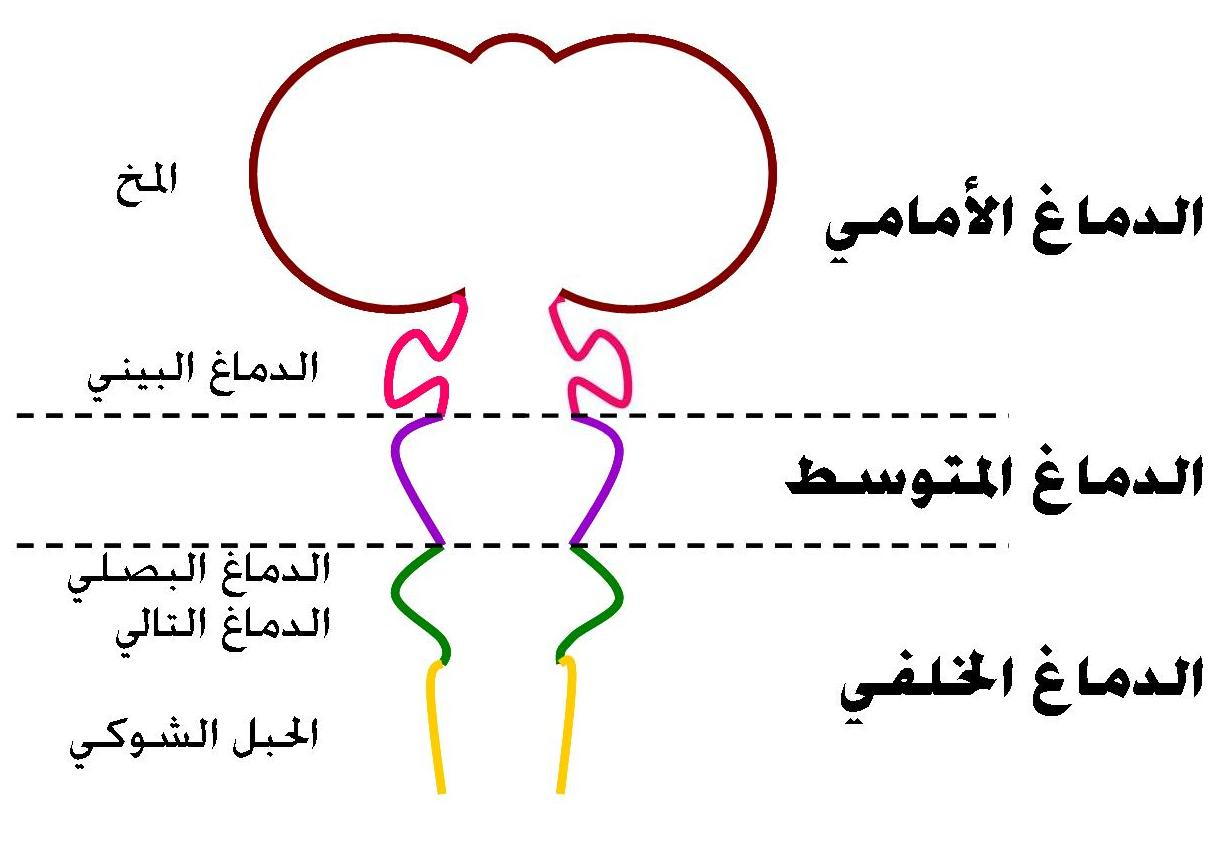
التكوين الجنيني للدماغ و يلاحظ الأقسام الرئيسية لدماغ الكائنات الفقارية

| جهاز عصبي مركزي | دماغ      | دماغ أمامي | الدماغ الانتهائي (المخ)                                                                  | دماغ شمي Rhinencephalon، أميغدالا = لوزة عصبية Amygdala، حصين، قشرة جديدة، بطينات جانبية                          | دماغ شمي Rhinencephalon، أميغدالا = لوزة عصبية Amygdala، حصين، قشرة جديدة، بطينات جانبية                          |
| جهاز عصبي مركزي | دماغ      | دماغ أمامي | دماغ بيني                                                                                | مهيد Epithalamus، مهاد ، الوطاء أو تحت المهاد , مهاد تحتاني Subthalamus، غدة نخامية ، غدة صنوبرية ، البطين الثالث | مهيد Epithalamus، مهاد ، الوطاء أو تحت المهاد , مهاد تحتاني Subthalamus، غدة نخامية ، غدة صنوبرية ، البطين الثالث |
| جهاز عصبي مركزي | دماغ      | دماغ متوسط | سقف (تشرح عصبي) Tectum، سويقة مخية Cerebral peduncle، برتيكتوم Pretectum، المسال الدماغي | سقف (تشرح عصبي) Tectum، سويقة مخية Cerebral peduncle، برتيكتوم Pretectum، المسال الدماغي                          | |
| جهاز عصبي مركزي | دماغ      | دماغ خلفي  | دماغ تالي                                                                                | المخيخ، الجسر | |
| جهاز عصبي مركزي | دماغ      | دماغ خلفي  | دماغ بصلي                                                                                | النخاع المستطيل                                                                                                   | |
| جهاز عصبي مركزي | نخاع شوكي |            |                                                                                          | | |

## معرض صور

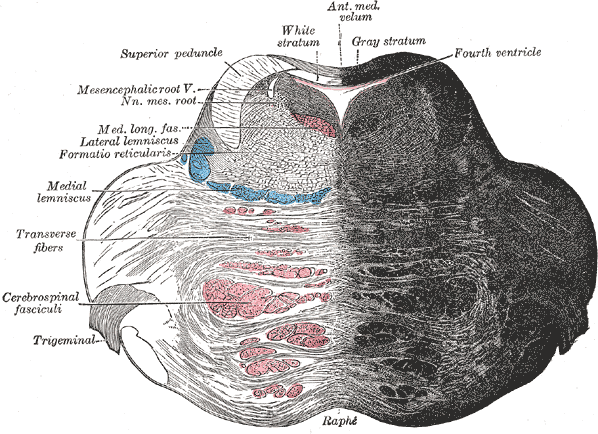
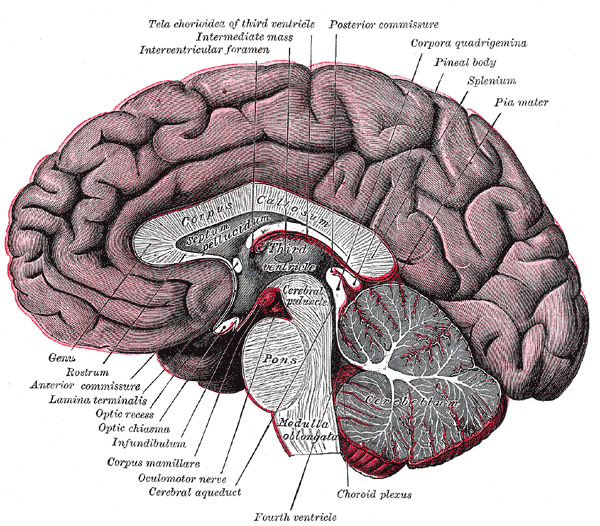
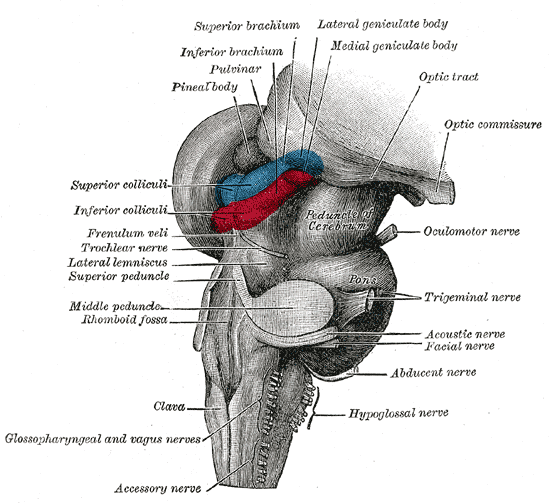
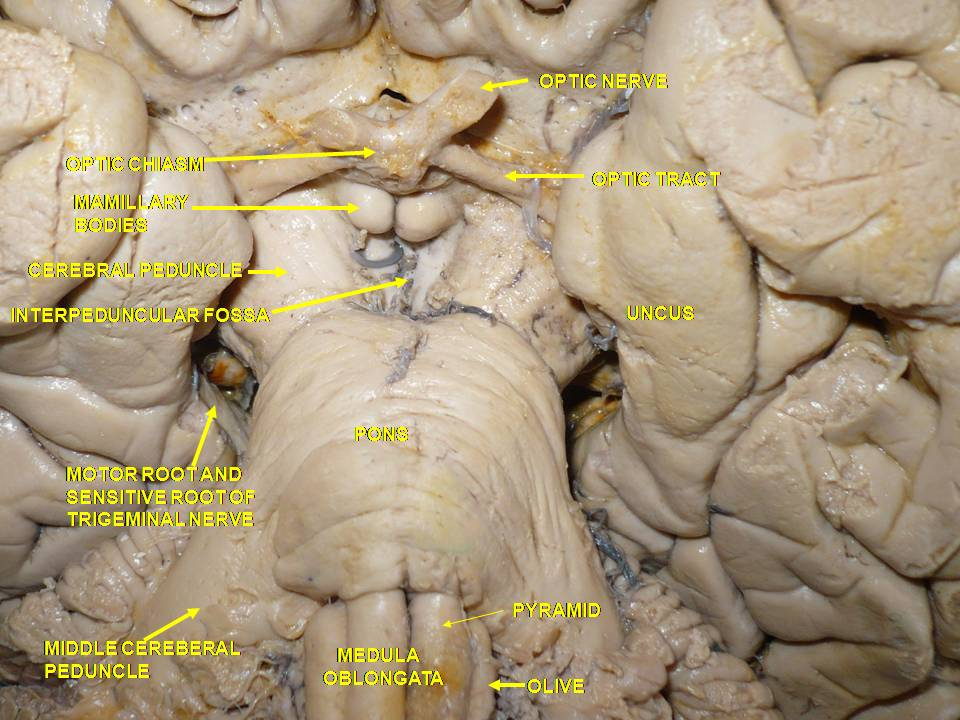